# Emma Kammacher
Emma Kammacher (* 14. Mai 1904 in Meyrin; † 15. April 1981 in Le Grand-Saconnex; heimatberechtigt in Lenk) war eine Schweizer Juristin, Grossrätin und Frauenrechtlerin aus dem Kanton Genf.

## Leben

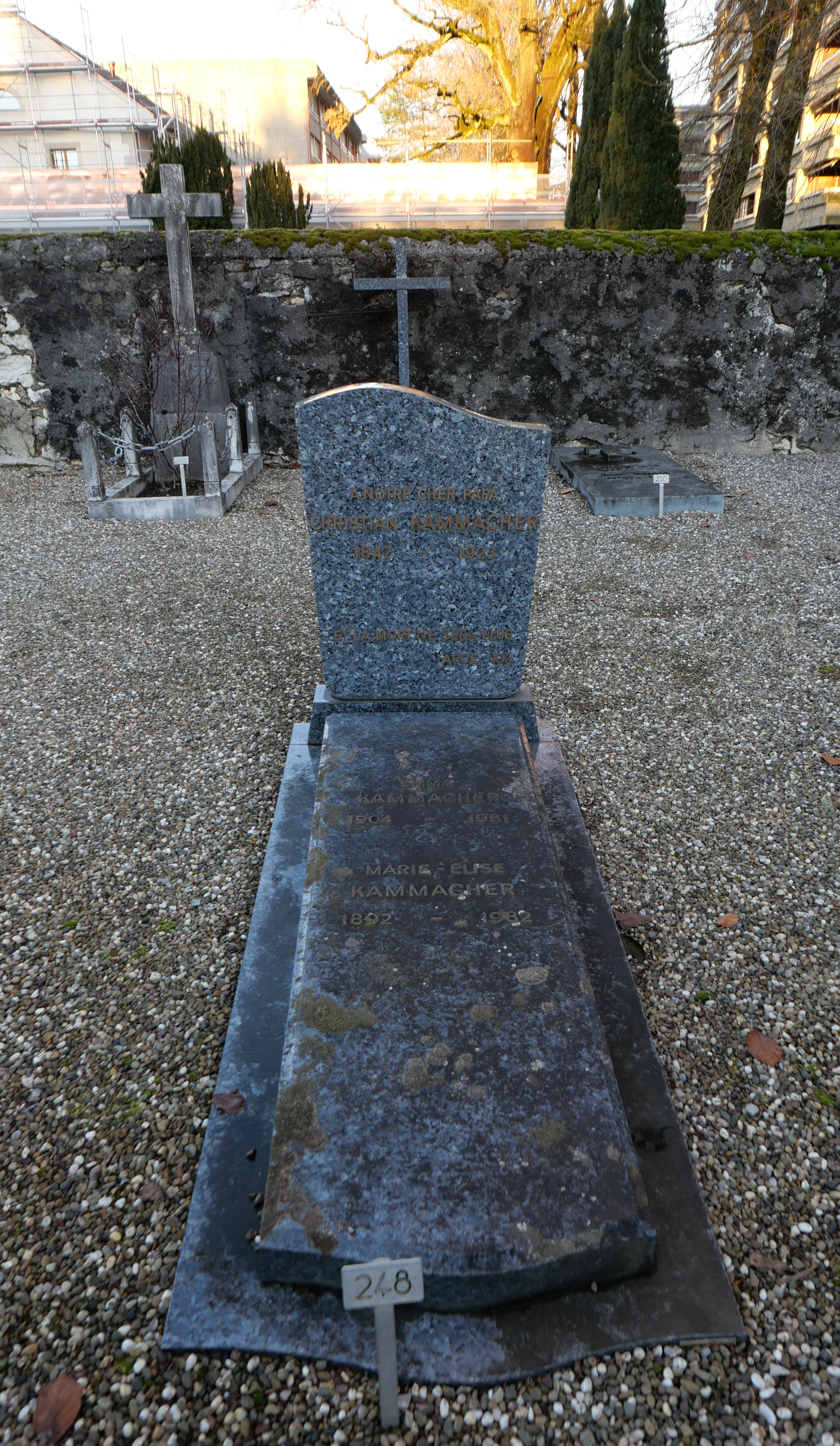
Kammachers Grab

Emma Kammacher war eine Tochter von Christian Kammacher, Landwirt, und Catherine Émilie Desplands, von Rougemont. Sie besuchte das Collège Calvin in Genf. Anschliessend absolvierte sie ein Studium der Rechtswissenschaften in Bern; 1929 schloss sie es mit dem Lizenziat ab. Sie erwarb 1932 das Anwaltspatent in Genf.
Ab 1932 war sie Sekretärin und von 1947 bis 1955 Präsidentin des Genfer Frauenstimmrechtsvereins. Daneben arbeitete sie als Sekretärin des Schweizerischen Verbands für Frauenrechte und als Redaktionsmitglied der Monatsschrift Femmes suisses.
Kammacher kämpfte für das aktive und passive Wahlrecht der Frauen. Nachdem die Frauen dieses Recht 1960 in Genf erlangt hatten, wurde sie Mitglied der Sozialdemokratischen Partei. 1961 wurde sie zusammen mit anderen acht Frauen in den Genfer Grossrat gewählt. 1965 war sie die erste Frau, die eine kantonale Legislative präsidierte.
Die aus bescheidenen Verhältnissen stammende Kammacher richtete ihre Aufmerksamkeit als Anwältin und Politikerin auf die sozialen Probleme, die durch das Wirtschaftswachstum in den 1960er Jahren entstanden waren. Sie setzte sich sowohl für den Bauernstand als auch die städtische Unterschichten ein. In ihrem Fokus standen Betreuung am Wohnort, Wohnungsfragen, Demokratisierung des Zugangs zum Studium.
Kammacher ist auf dem Friedhof von Meyrin-Village begraben.